# Gnetum cavaleriei
Gnetum cavaleriei là một loài thực vật hạt trần trong họ Gnetaceae. Loài này được H.Lév. mô tả khoa học đầu tiên năm 1915.